# Omphalotis
Omphalotis es un género de foraminífero bentónico de la subfamilia Endothyrinae, de la familia Endothyridae, de la superfamilia Endothyroidea, del suborden Fusulinina y del orden Fusulinida. Su especie tipo es Endothyra omphalota. Su rango cronoestratigráfico abarca desde el Viseense medio (Carbonífero inferior) hasta el Namuriense inferior (Carbonífero medio).

## Discusión
Clasificaciones más recientes incluyen Omphalotis en el suborden Endothyrina, del orden Endothyrida, de la subclase Fusulinana de la clase Fusulinata.

## Clasificación
Omphalotis incluye a las siguientes especies:
- Omphalotis eofrequentata †
- Omphalotis marchanti †
- Omphalotis omphalota †

Otras especies consideradas en Omphalotis son:
- Omphalotis balkhashensis †, de posición genérica incierta
- Omphalotis vicina †, de posición genérica incierta

En Omphalotis se han considerado los siguientes subgéneros:
- Omphalotis (Mirifica), aceptado como género Mirifica
- Omphalotis (Semiendothyra), aceptado como género Semiendothyra